# Goldene Kamera Nachwuchspreis

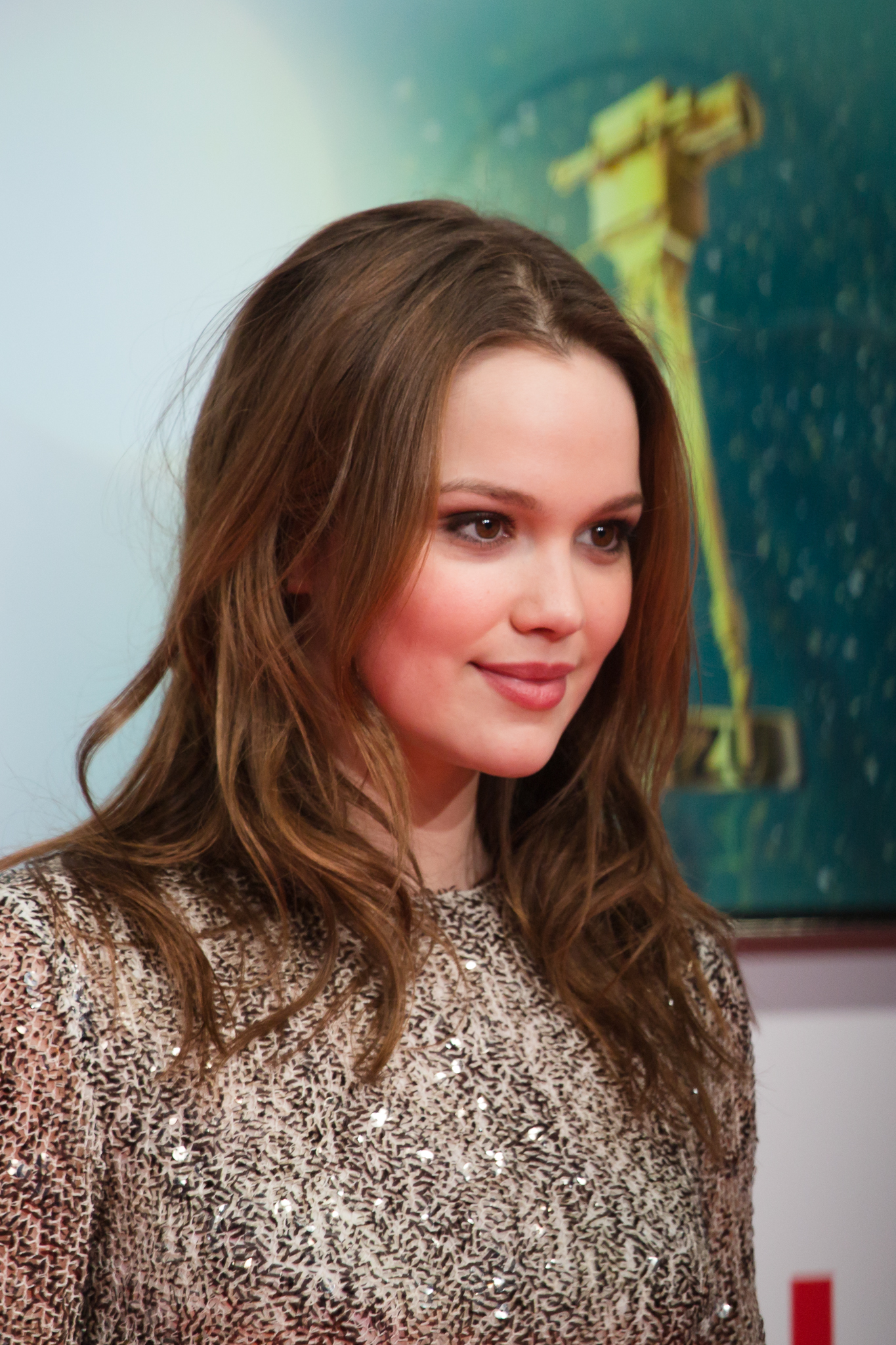
Preisträgerin Emilia Schüle bei der Goldenen Kamera 2014 in Berlin

Mit dem Goldene Kamera Nachwuchspreis wird bei der jährlich veranstalteten Verleihung der Goldenen Kamera eine junge Nachwuchsschauspielerin oder ein Nachwuchsschauspieler geehrt. Die Auszeichnung, eine reguläre Goldene-Kamera-Statuette, ist mit einem Preisgeld von 20.000 Euro dotiert und wird von der jährlich wechselnden Expertenjury vergeben. Im Gegensatz zu den übrigen Darstellerpreisen erfolgt keine öffentliche Bekanntgabe von Nominierungen. Die Identität des Preisträgers wird erst im Rahmen der Goldene-Kamera-Verleihung bekanntgegeben.

## Geschichte
Die Auszeichnung wurde ursprünglich als „Lilli-Palmer-Gedächtniskamera“ 1989 rückwirkend für Leistungen des Film- und Fernsehjahres 1988 vergeben und ehrte nur Nachwuchsschauspielerinnen.
2003 wurde neben der Prämierung von Anneke Kim Sarnau als beste Nachwuchsschauspielerin erstmals die „Curd-Jürgens-Gedächtniskamera“ für männliche Nachwuchsschauspieler verliehen, die Matthias Schweighöfer erhielt. Die beiden Preise waren jeweils mit 10.000 Euro dotiert, zur Hälfte gestiftet von Mercedes-Benz und Curd Jürgens’ Witwe Margie Schmitz, von der die Initiative zur neuen Auszeichnung ausgegangen war.
Im Folgejahr wurden beide Preise zur „Lilli-Palmer-&-Curd-Jürgens-Gedächtniskamera“ zusammengelegt und mit einem Preisgeld von 20.000 Euro dotiert. Sie waren in Erinnerung an die deutschsprachigen Schauspieler Lilli Palmer (1914–1986) und Curd Jürgens (1915–1982) benannt. Um die Auszeichnung konkurrieren seitdem sowohl weibliche als auch männliche Schauspieltalente.
Von 2013 bis 2015 trug die Auszeichnung den Namen „Hörzu Nachwuchspreis“. Seit 2016 wird sie als „Goldene Kamera Nachwuchspreis“ verliehen.

## Preisträger

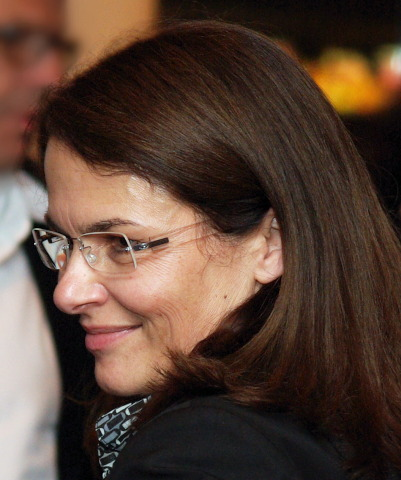
Barbara Auer, erste Gewinnerin des Nachwuchspreises

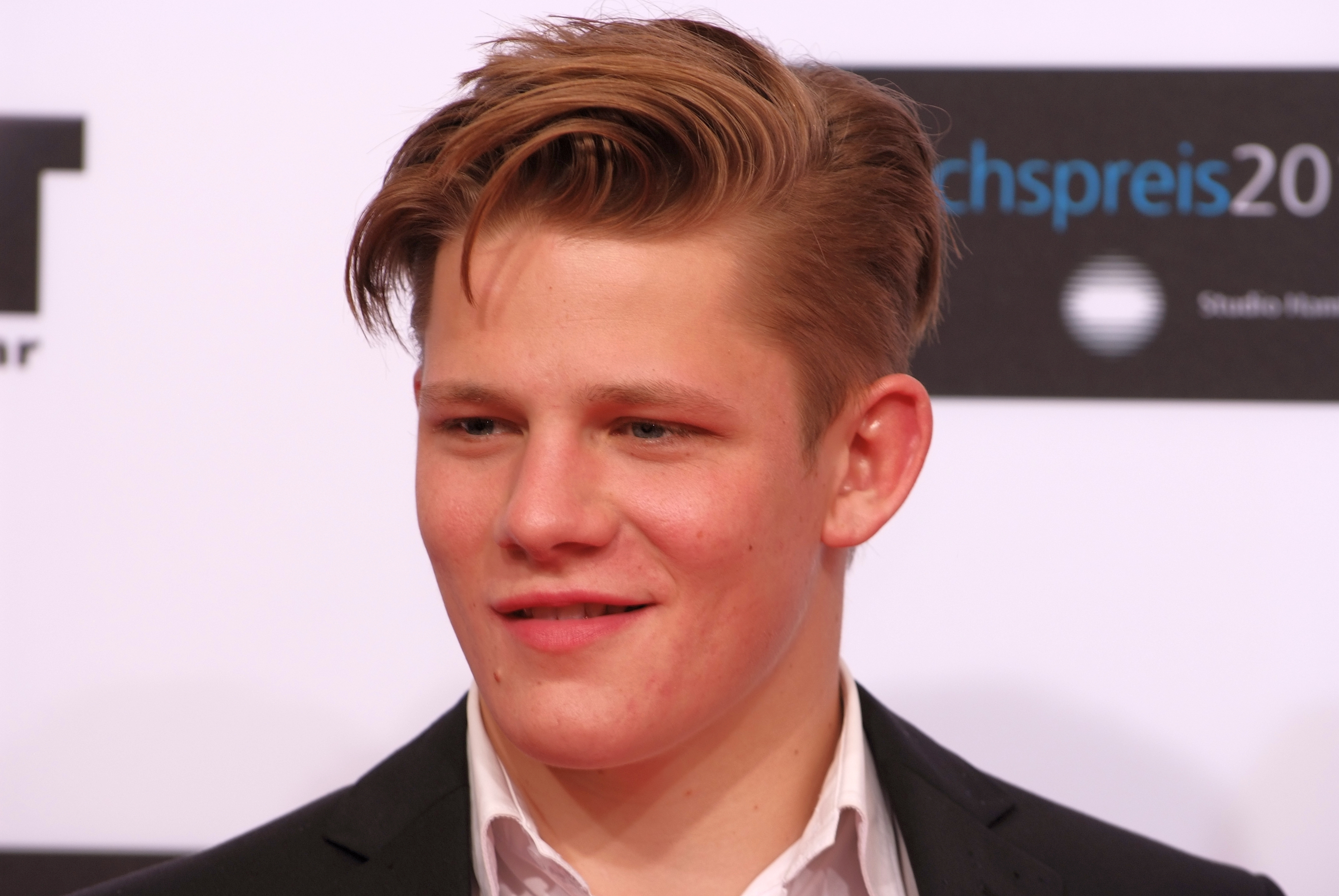
Max von der Groeben, Preisträger des Jahres 2013

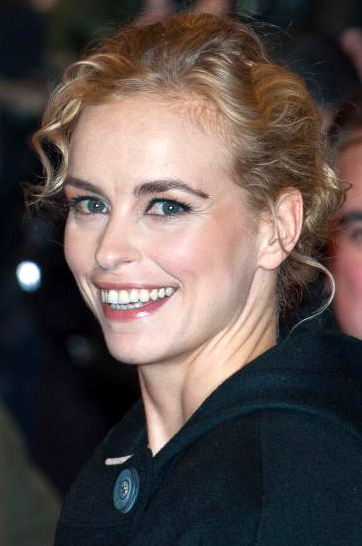
Nina Hoss, Preisträgerin des Jahres 1997

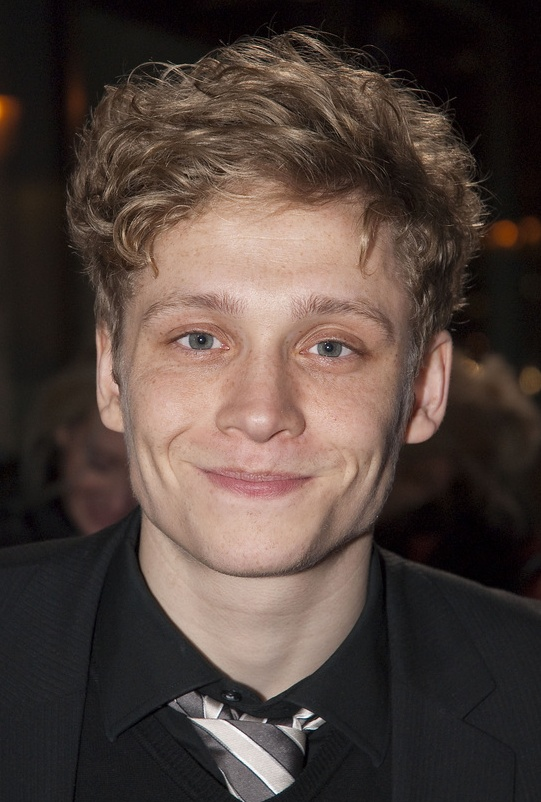
Matthias Schweighöfer, erster männlicher Preisträger 2003

| Jahr | Preisträger/-in                                                                        |
| ---- | -------------------------------------------------------------------------------------- |
| 1989 | Barbara Auer (Der Boss aus dem Westen)                                                 |
| 1990 | Renan Demirkan                                                                         |
| 1991 | Leslie Malton (Parfüm für eine Selbstmörderin, Gefährliche Verführung und Kupferfalle) |
| 1992 | Katja Riemann (Von Gewalt keine Rede)                                                  |
| 1993 | Susanna Wellenbrink (Mutter mit 16)                                                    |
| 1994 | Muriel Baumeister (Ein Haus in der Toscana und Schuld war nur der Bossa Nova)          |
| 1995 | Nicolette Krebitz                                                                      |
| 1996 | Anja Kling                                                                             |
| 1997 | Nina Hoss                                                                              |
| 1998 | Christiane Paul                                                                        |
| 1999 | Cosma Shiva Hagen                                                                      |
| 2000 | Laura Tonke                                                                            |
| 2001 | Julia Hummer (Crazy)                                                                   |
| 2002 | Annett Renneberg (Tatort: Der Präsident und Der blaue Vogel)                           |
| 2003 | Anneke Kim Sarnau Matthias Schweighöfer                                                |
| 2004 | Louis Klamroth (Das Wunder von Bern)                                                   |
| 2005 | Jasmin Schwiers                                                                        |
| 2006 | Anna Maria Mühe                                                                        |
| 2007 | Anna Fischer                                                                           |
| 2008 | Ludwig Trepte                                                                          |
| 2009 | Paula Kalenberg                                                                        |
| 2010 | Maria Kwiatkowsky                                                                      |
| 2011 | Max Hegewald (Keine Angst)                                                             |
| 2012 | Liv Lisa Fries (Sie hat es verdient)                                                   |
| 2013 | Max von der Groeben                                                                    |
| 2014 | Emilia Schüle                                                                          |
| 2015 | Maria Ehrich                                                                           |
| 2016 | Edin Hasanović                                                                         |
| 2017 | Leonard Carow                                                                          |
| 2018 | Louis Hofmann                                                                          |
| 2019 | Milena Tscharntke                                                                      |